# 伊索雷拉
伊索雷拉（義大利語：Isorella），是意大利布雷西亚省的一个市镇。总面积15平方公里，人口4183人，人口密度278.9人/平方公里（2009年）。国家统计（ISTAT）代码为017086。